# Hội Bạn Người Cùi
Hội Bạn Người Cùi (jęz. polski: Przyjaciele Trędowatych, jęz. angielski: Friends of The Lepers) – organizacja non-profit pomagająca osóbom cierpiących na trąd we Wietnamie. Założona w 1995 roku przez Amerykanów pochodzenia wietnamskiego. Siedziba organizacji znajduje się w Kalifornii (USA).
Cele organizacji: wsparcie finansowe, pomoc medyczna, pomoc żywieniowa, mieszkania dla chorych, pomoc w adaptacji społecznej i gospodarczej dla pacjentów, rodzin. Stypendia dla chorych dzieci.